# Nītaure
Nītaure er en landsby i Amatas novads og administrativt centrum for Nītaures pagasts i Letland. Landsbyen er beliggende ved floden Mergupes bredder, hvor de regionale hovedveje P3 og P32 krydser hinanden cirka 80 kilometer fra Letlands hovedstad Riga.
I 1277 opførte Den Liviske Ordens mester Walter von Nortecken Nītaures befæstning, som kollapsede i det 17. århundrede. Et bebygget område ved Nītaures herregård (Nitau) begyndte at danne sig i anden halvdel af det 19. århundrede, da herregårdens ejer begyndte at uddele byggegrunde. I 1897 havde Nītaure 560 indbyggere, i 1925 fik Nītaure officielt status af landsby og i 1935 havde landsbyen 362 indbyggere.
I Nītaure findes pagastens administration, mellemskole, børnehave, musik- og kunstskole, kulturhus, bibliotek og posthus. Nītaure havde i 2007 cirka 450 indbyggere, i 2015 Nītaure havde 485 indbyggere.

## Kendte bysbørn
- Andris Bērziņš – lettisk præsident